# Germaine Cousin-Zermatten
Germaine Cousin-Zermatten (geboren am 22. April 1925 in Saint-Martin im Kanton Wallis, Schweiz) ist eine Schweizer Kräuterkundige und Autorin, die als Ergebnis persönlicher Forschungen, die darauf abzielen, das nur mündlich überlieferte Wissen der Vorfahren zusammenzutragen, mehrere Bücher über die phytotherapeutischen Eigenschaften von Heilpflanzen aus der Region Val d’Hérens geschrieben hat.

## Werke
- Germaine Cousin-Zermatten: Recettes santé de nos grand-mères (= Archives vivantes). Cabédita, 1995, ISBN 2-88295-243-0 (französisch, 184 S.).

- Deutsche Fassung: Germaine Cousin-Zermatten: Gesundheitsrezepte unserer Grossmütter. Monographic, 1997, DNB 997444924, OCLC 81770433 (184 S., französisch: Recettes santé de nos grand-mères. 1995. Übersetzt von Marliese Peiser, Erstausgabe: Cabédita, illustrations de Jeanne Covillot).

- Germaine Cousin-Zermatten: Cataplasmes, compresses: bains de pieds et bains de mains : Recueil de recettes essentiellement constituées à base de plantes pour réaliser cataplasmes, pommades, compresses et ainsi soulager de nombreux maux (rages de dents, sinusites, crises de foie, toux, etc.) (= Regard et connaissance). Cabédita, 2005, OCLC 427916867 (französisch, 61 S.).
- Germaine Cousin-Zermatten: Tisanes bienfaisantes: au gré des saisons et des âges (= Archives gourmandes). Cabédita, 2006, ISBN 2-88295-477-8 (französisch, 77 S.).
- Germaine Cousin-Zermatten; Raymond Cousin: Saveur et vertus des plantes sauvages : recettes et teintures (= Regard et connaissance). Ed. Cabédita, Yens sur Morges 2009, OCLC 1040875738 (französisch, illustrations de Jeanne Covillot et Sabine Rey).
- Germaine Cousin-Zermatten: Liqueurs, apéritifs et sirops : recettes à l’ancienne (= Archives gourmandes). Cabédita, Bière 2009, OCLC 997425169 (französisch, 59 S., Erstausgabe:  2005).
- Germaine Cousin-Zermatten: La cuisine des prés et des champs : la table au naturel (= Archives gourmandes). Cabédita, 2009, ISBN 2-88295-543-X (französisch, 93 S.).
- Germaine Cousin-Zermatten: Les bonnes soupes de nos grands-mères : saines et vivifiantes (= Archives gourmandes). Cabedita, Bière 2010, OCLC 722954146 (französisch).
- Germaine Cousin-Zermatten; Raymond Cousin: Les remèdes de Grand’mère ne se perdront pas... Ed. Santissa, St-Martin 2013, OCLC 999735001 (französisch).
- Germaine Cousin-Zermatten: Les pouvoirs de la lune : sagesse populaire et astuces lunaires éprouvées au fil du temps. Ed. Santissa, St-Martin 2014, OCLC 999735001 (französisch, 190 S., Erstausgabe:  2000).